# Rotogravat
El rotogravatge o la rotogravadura és una tècnica d'impressió en la qual les imatges són transferides al paper a partir d'una superfície la qual les seves depressions contenen tinta. A diferència del gravat tipogràfic, en el qual la impressió es realitza a partir d'una superfície plana les quals les seves línies entintades estan en relleu. Aquest sistema d'impressió té aplicacions específiques, i ha perdut terreny en algunes àrees d'aplicació a mans de l'òfset i de la flexografia. Utilitzat habitualment en la impressió de qualitat d'embalatge flexible (com per exemple en bosses de patates i embolcalls de llaminadures) i d'edició (libres i revistes de gran tirada), té com a particularitat que la forma impressora és una forma en baix relleu.

## Història
El rotogravat per en reproduccions de paper apareix a Europa al segle XV, i el gravat a buit com a tècnica moderna és atribuït a Karel Klíč, un inventor i artista txecoslovac a Anglaterra a finals del segle XIX que desenvolupà les tècniques de fotogravat a partir de màscares de gelatina endurides sota la llum que protegien les planxes de metall dels àcids i desenvolupà les tècniques de semitons i la mecanització de les premses, permetent així el naixement del gravat al buit.

## Procés

Diagrama de procés de rotogravat

La forma impressora típica del rotogravat és el cilindre d'impressió, que consta bàsicament d'un cilindre de ferro, una capa de coure (sobre la qual es gravarà el motiu a ser imprès), i una capa de crom que permet una millor resistència o duresa durant el procés d'impressió, perquè la capa de coure és molt fràgil i es trencaria amb gran facilitat durant el procés. El procés de gravat es pot fer per mètodes químics o per mètodes mecànics. Per això, un sistema de gravació és dirigit des d'un ordinador que s'encarrega de gravar la figura que es transferirà posteriorment a l'imprès mitjançant repetits cops. Cada cilindre té diferències en el seu gravat que depenen del color i de la imatge que ha de transferir. Aquestes diferències es veuen reflectides per la lineatura, l'angle de gravat de la trama i el percentatge de punts. La premsa rotativa imprimeix directament a partir d'un cilindre de coure tractat amb àcid i que s'utilitza una tinta a l'aigua d'assecament ràpid. A mesura que gira el cilindre passa a través d'un bany de tinta i és raspat posteriorment per un ressort d'acer anomenat racleta, deixant d'aquesta manera la tinta només en els pous de l'àrea amb imatges. D'aquesta manera la tinta és absorbida per la superfície del paper quan entra en contacte amb la placa.

## Aplicació de la tinta
Un original, per ser imprès, es descompon amb quatre colors: cian, magenta, groc i negre. Per cada un dels colors s'utilitza un cilindre d'impressió, encarregat de transferir al suport la tinta corresponent. La suma de cada un dels colors li dona com a resultat final la imatge de l'original. Una estació de rotogravat pot utilitzar tants cilindres com es necessitin (addicional als colors primaris) depenent de la complexitat de la imatge a imprimir-se o en el cas dels colors o tons molt especificats. La tinta és transferida al suport imprès en el procés de passatge entre el cilindre d'impressió i el cilindre de contrapressió. Per això, el cilindre d'impressió es submergeix rodant en el tinter. Aquesta tinta penetra en els alvèols del cilindre d'impressió, l'excedent de tinta és escombrat per una racla (ressort d'acer) i quan el paper passa a través d'aquest cilindre i el de contrapressió, la tinta és transferida al suport.
El suport passa immediatament per un túnel de secat, on s'injecta aire calent a pressió, que evapora els solvents continguts en la tinta deixant un residu que es compon bàsicament d'una resina, encarregada de fixar els pigments al suport i que dona color a l'imprès i altres additius com plastificants i enduridors.